# Sam & Max: libera polizia d'assalto!!!
Sam & Max: libera polizia d'assalto!!! (The Adventures of Sam & Max: Freelance Police) è una serie televisiva animata statunitense-canadese del 1997, creata Steve Purcell. Ha vinto il Gemini Awards 1998 per la "miglior serie animata" prima di essere cancellata nell'aprile 1998. La serie segue gli investigatori privati vigilanti Sam, un cane antropomorfo, e Max, un lagomorfo o "coniglio ipercinetico", mentre indagano su casi strani e bizzarri e affrontano i criminali responsabili.
La serie è stata trasmessa per la prima volta negli Stati Uniti su Fox Kids dal 4 ottobre 1997 e in Canada su YTV, per un totale di 13 episodi (24 segmenti) ripartiti su una stagione. In Italia è stata trasmessa su RaiSat Ragazzi dal 1999.

## Trama
La serie ruota attorno a Sam e Max, due poliziotti privati che accettano missioni dal misterioso Commissario, che però non hanno mai incontrato. Gli incarichi di solito li portano in luoghi lontani ed esotici come la Luna, il Monte Olimpo, il centro della Terra o le acque abitate dai mutanti della Laguna di Bohunk. Tra questi incarichi, la coppia finisce anche per essere coinvolta in bizzarri casi di speleologia, viaggi nel tempo, caccia al bigfoot e numerose altre avventure. Sono inoltre presenti degli episodi a tema festivo, come ad esempio una visita a una prigione per Natale e la consegna di un cuore artificiale per San Valentino.

## Personaggi

### Personaggi principali
- Sam: un cane antropomorfo che svolge il lavoro di detective. È alto un 1,80 m e veste sempre con un abito e un cappello in stile noir. È doppiato da Harvey Atkin in inglese e da Alberto Angrisano in italiano.
- Max: un lagomorfo antropomorfo o "coniglio ipercinetico". È alto poco meno di un metro e si lascia spesso prendere dalle emozioni. È doppiato in inglese da Robert Tinkler e in italiano da Stefano Crescentini.

### Personaggi ricorrenti
- Il Commissario (The Commissioner in originale): il misterioso agente di Sam e Max nonché l'unico collegamento noto a qualsiasi forma di ente governativo ufficiale. È doppiato da Dan Hennessey in inglese.
- Darla "Geek" Gugenheek: una giovanissima scienziata di 12 anni che funge anche da tecnico del laboratorio dei due detective protagonisti che ha sede nel "sottosuolo della solitudine". Fornisce spesso al duo nuovi gadget e invenzioni per aiutarli nelle loro missioni. È l'unico personaggio principale che non appare anche nei fumetti. È doppiata da Tracey Moore in inglese e da Valentina Mari in italiano.
- Lorne: un fan appiccicoso ed eccessivamente esuberante di Sam e Max, e auto-dichiarato "amico per la vita", che finisce solo per infastidire i due e intralciarli nel loro lavoro. È doppiato da Patrick McKenna in inglese.
- Ruth: la nonna di Max. Dal carattere dolce e premuroso, in passato lavorò con le forze dell'ordine dove acquisì esperienza nel combattimento. Ha servito come guardia carceraria molto rispettata nel penitenziario dell'Isola Insanguinata, guadagnandosi il nome di "Donna Mastino" ("Iron Maiden" in originale). È un personaggio ideato appositamente per la serie e ha fatto il suo debutto nell'episodio 7, anche se è stata menzionata diverse volte da Max nei fumetti. È doppiata da Pam Hyatt in inglese e da Alina Moradei in italiano.

## Episodi
| nº | Titolo italiano   | Titolo originale                | Prima TV USA     | Prima TV Italia |
| --- | ----------------- | ------------------------------- | ---------------- | --------------- |
| 1 |                   | The Thing That Wouldn't Stop It | 4 ottobre 1997   | 1999            |
| Uno strano mostro che vive all'interno del frigorifero di un fanatico sta attaccando le persone. Sam e Max cercano così un modo per fermarlo. |                   |                                 |                  |                 |
| 2A |                   | The Second Show Ever            | 11 ottobre 1997  |                 |
| Sam e Max si presentano alla giornata della carriera di una scuola e portano la classe nello spazio, dove incontrano un alieno che sta complottando per distruggere la Terra. Cercano di fermarlo facendo però attenzione ai bambini.                                         |                   |                                 |                  |                 |
| 2B |                   | Max's Big Day                   | 11 ottobre 1997  |                 |
| Sam e Max vengono lasciati su un'isola e alcuni porcellini d'India credono che Max sia il loro "prescelto". Max così è costretto a dire addio a Sam ma alla fine cambierà idea e si ricongiungerà con l'amico.                                                                |                   |                                 |                  |                 |
| 3A |                   | Bad Day on the Moon             | 18 ottobre 1997  |                 |
| Sam e Max viaggiano sulla Luna per aiutare i ratti a gestire il loro problema con gli scarafaggi. L'episodio è tratto dal fumetto. |                   |                                 |                  |                 |
| 3B |                   | They Came from Down There       | 18 ottobre 1997  |                 |
| La popolazione di una città è ora diventata una massa di zombi simili a pesci, grazie al piano di Mack Salmon e dei prodotti alimentari Sea Chimp. |                   |                                 |                  |                 |
| 4A |                   | The Friend for Life             | 25 ottobre 1997  |                 |
| Lorne, l'"amico per la vita", lascia accidentalmente scappare il pericoloso criminale "The Mad Thespian". Quindi, Lorne lo prende in ostaggio per cercare di costringere Sam e Max a venire con lui nella sua contorta casa dei divertimenti.                                 |                   |                                 |                  |                 |
| 4B |                   | Dysfunction of the Gods         | 25 ottobre 1997  |                 |
| Zeus ed Era litigano e combattono fra di loro. Così la polizia freelance ha il compito di aiutare a riaccendere il loro amore reciproco altrimenti Sam e Max invecchieranno molto rapidamente.                                                                                |                   |                                 |                  |                 |
| 5A |                   | Big Trouble at the Earth's Core | 1º novembre 1997 |                 |
| Sam e Max si recano al centro della Terra per impedire agli uomini talpa di far saltare in aria il pianeta abbassando la temperatura interna. |                   |                                 |                  |                 |
| 5B |                   | A Glitch in Time                | 1º novembre 1997 |                 |
| Max ottiene un orologio che gli consente di viaggiare nel tempo. Lui e Sam decidono quindi di utilizzarlo per alterare la propria storia, tornando a quando erano bambini e facendo si che Sam non sia mai diventato un membro della polizia freelance.                       |                   |                                 |                  |                 |
| 6A |                   | That Darn Gator                 | 8 novembre 1997  |                 |
| Sam e Max cercano di allevare un cucciolo di alligatore nel loro stile di vita squilibrato. |                   |                                 |                  |                 |
| 6B |                   | We Drop at Dawn                 | 20 dicembre 1997 |                 |
| Sam e Max si immergono nella giungla (Central Park) per cercare le chiavi del Commissario. |                   |                                 |                  |                 |
| 7A |                   | Christmas Bloody Christmas      | 20 dicembre 1997 |                 |
| Sam e Max trascorrono il Natale con la nonna di Sam nella sua prigione di massima sicurezza dell'Isola Insanguinata. Ma i criminali tentano un'evasione e la polizia freelance deve riacciuffarli.                                                                            |                   |                                 |                  |                 |
| 7B | Dangly Deever     | It's Dangly Deever Time         | 6 febbraio 1998  |                 |
| Dopo che la loro TV si è spenta, Sam e Max cercano di guardare uno spettacolo sull'antica TV del fanatico e danno vita a un personaggio simile a Howdy Doody. Mentre sono via, il gemello malvagio di Dangly Deever tenta di conquistare la città.                            |                   |                                 |                  |                 |
| 8A | Bimbo Zilla       | Aaiiieee Robot                  | 27 febbraio 1998 |                 |
| Dopo aver impedito a una meteora di colpire la Terra con il robot Mega Max 3000, questo si ferma e si arrugginisce. Quindi, lo spediscono in Giappone, dove sono costretti a combattere un bambino gigante noto come Bimbo Zilla (parodia di Godzilla).                       |                   |                                 |                  |                 |
| 8B | Adorate merendine | The Glazed McGuffin Affair      | 13 febbraio 1998 |                 |
| Sam e Max cercano di convincere Kent Standit, che ha bandito lo snack preferito della polizia freelance "McGuffin glassati", a cambiare idea, costringendolo a provarne almeno uno.                                                                                           |                   |                                 |                  |                 |
| 9A |                   | The Tell Tale Tail              | 20 febbraio 1998 |                 |
| L'episodio è una parodia di Frankenstein. La coda di Max viene mozzata in un incidente e la rianimano mentre il dottore crea un mostro dalla sua coda. |                   |                                 |                  |                 |
| 9B |                   | The Trouble with Gary           | 20 febbraio 1998 |                 |
| Sam e Max aiutano a fare da babysitter al bambino che cambia le cose con la sua mente. Quest'ultimo finirà per aiutare i due poliziotti a fermare un criminale e si divertirà.                                                                                                |                   |                                 |                  |                 |
| 10A |                   | Tonight We Love                 | 13 febbraio 1998 |                 |
| Sam e Max devono consegnare un cuore artificiale al presidente il giorno di San Valentino; ma la DeSoto, la loro macchina, viene rubata da una coppia di innamorati. |                   |                                 |                  |                 |
| 10B | Seccanti invasori | The Invaders                    | 27 febbraio 1998 |                 |
| Due minuscoli alieni cercano costantemente di eliminare Sam e Max. Quest'ultimi tentano in più modi di fermarli ma non riescono a sconfiggere gli invasori. |                   |                                 |                  |                 |
| 11A |                   | Kiss Kiss, Bang Bang            | 6 febbraio 1998  |                 |
| Sam e Max devono interpretare 007 per fermare T.R.U.S.S. il leader "Larvo" e i suoi servitori del fast food dal rilascio di un odioso virus turistico. |                   |                                 |                  |                 |
| 11B |                   | Little Bigfoot                  | 4 aprile 1998    |                 |
| La polizia freelance salva un cucciolo di bigfoot e cerca di mandarlo in libertà con i suoi simili. |                   |                                 |                  |                 |
| 12A |                   | Fools Die on Friday             | 4 aprile 1998    |                 |
| Sam e Max tentano di sventare un dirottamento di un dirigibile volto a schiantarsi contro la statua della Libertà, ma scoprono che il terrorista non è altri che Lorne, l'"amico per la vita".                                                                                |                   |                                 |                  |                 |
| 12B |                   | Sam & Max vs. the Uglions       | 11 aprile 1998   |                 |
| Gli alieni aprono un nuovo ristorante, "The Frying Saucer", che serve persone come portate. Sam e Max devono fermare gli alieni prima che il governo degli Stati Uniti inizi un olocausto nucleare per cercare di fermare gli alieni.                                         |                   |                                 |                  |                 |
| 13 |                   | The Final Episode               | 25 aprile 1998   |                 |
| Un gruppo di cattivi degli episodi passati, guidati da Mack Salmon, cerca di uccidere Sam e Max legandoli a una bomba e facendoli cadere in un vulcano. Tentano di liberarsi e sottomettere le loro nemesi, il tutto mentre rivivono i flashback dei loro primi anni di vita. |                   |                                 |                  |                 |

## Home video

### VHS
Alcuni episodi selezionati della serie sono stati pubblicati in tre raccolte separate su VHS da Sullivan Entertainment.

### DVD
La serie completa è stata distribuita in DVD da Shout! Factory l'11 marzo 2008. Oltre ai singoli episodi sono presenti la copertina del caso originale di Steve Purcell, tre cortometraggi "educativi", un'intervista con Purcell, una breve featurette su Telltale Games, una galleria d'immagini, una "Bibbia della serie originale", un cartone animato animato in flash intitolato "Our Bewildering Universe" ("Il nostro universo sconcertante") e una demo giocabile di Ice Station Santa. È stato incluso anche un adesivo di Sam & Max.

### Distribuzione digitale
GameTap ha annunciato l'11 ottobre 2006 che avrebbe pubblicato un episodio della serie ogni settimana su GameTap TV, come promozione per Sam & Max: Season One di Telltale Games. Fino a metà luglio 2008 tutti gli episodi (tranne Fools Die on Friday) erano disponibili per la visione gratuita online su GameTap fino alla chiusura della sezione GameTap TV come parte di una riprogettazione del sito.